# 貔貅

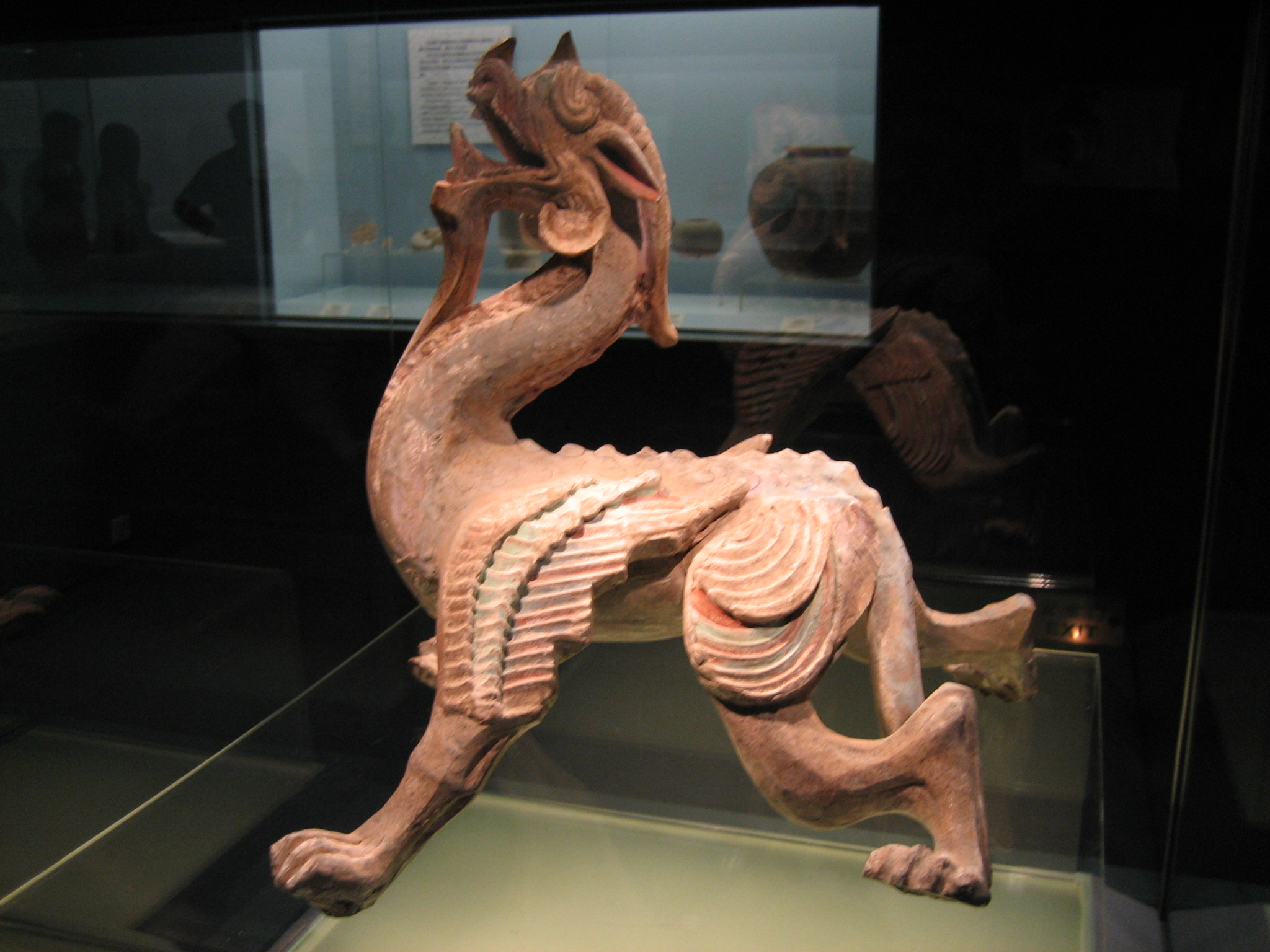
避邪（貔貅の別名）　上海博物館所蔵

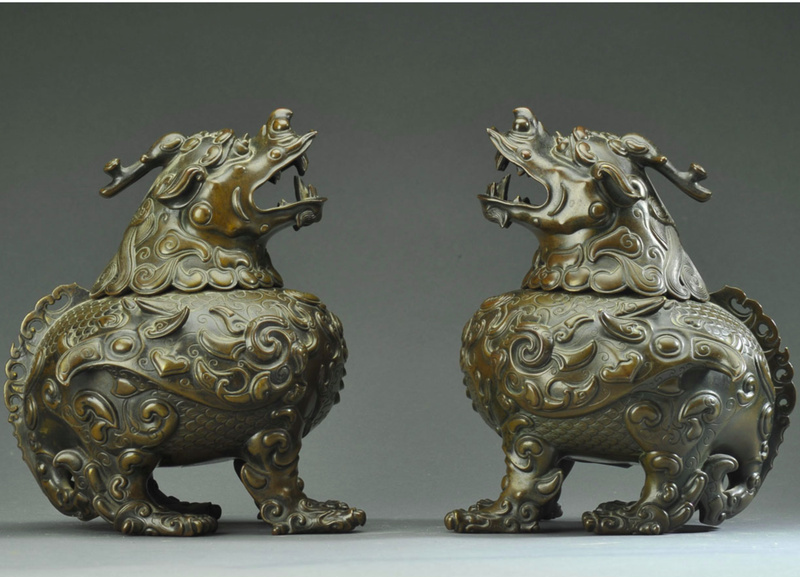
貔貅

貔貅（ひきゅう、「豼貅」と書くこともある）は伝説上の猛獣の名。一説には貔が雄で、貅が雌であるとされる。また、貔貅という語は一般に勇ましい兵卒のたとえとしても用いられる。

## 由来
前漢の史家である司馬遷の著した『史記』五帝本紀には、後に黄帝となる軒轅が、炎帝（の子孫）の軍と阪泉の戦いでまみえる前に、軍備と国力を増した政策の中の一つとして、熊・羆・貔・貅・貙・虎を調教したと記されている。
その後も、貔貅は避邪とも呼ばれ、その名の通り邪悪を避ける動物として、三国時代には戦旗の意匠などに用いられた。明代に著された通俗歴史小説『三国志演義』においては、魏の初代皇帝である曹操が「十萬貔貅十萬心」という一節を持つ詩を残したとされている（なお、ここでの貔貅は勇猛な将兵の意味で使われている）。

## 財神としての貔貅
現在では貔貅は破邪の動物というよりも、もっぱら財運の象徴としての意味をもつようになってきており、風水では四霊とされる竜、鳳凰、亀、麒麟にならぶ瑞獣として扱われている。
貔貅は金を食べ、お尻の穴がないので、蓄財のお守りになるとの伝説から、貔貅をかたどった縁起物を建物の外側に向けておけば財気を吸収してくれると信じられており、たとえば、かつて皇帝の居城であった紫禁城の北方には、皇城の南門である天安門と対になる地安門と呼ばれる門が存在していたが、ここには皇帝家の財神として貔貅が祀られていた。中国南京市のシンボルマークでもある。